# Малые Краснова
Малые Краснова — деревня в Белозерском районе Вологодской области.
Входит в состав Глушковского сельского поселения, с точки зрения административно-территориального деления — в Глушковский сельсовет.
Расположена на берегу Красносельского озера. Расстояние по автодороге до районного центра Белозерска составляет 13 км, до центра муниципального образования деревни Глушково — 6 км. Ближайшие населённые пункты — Большие Краснова, Никиткино, Тимонино.
Население по данным переписи 2002 года — 11 человек.